# PFKFB4
PFKFB4 (англ. 6-phosphofructo-2-kinase/fructose-2,6-biphosphatase 4) – білок, який кодується однойменним геном, розташованим у людей на короткому плечі 3-ї хромосоми.  Довжина поліпептидного ланцюга білка становить 469 амінокислот, а молекулярна маса — 54 040.
| 10         |  | 20         |  | 30         |  | 40         |  | 50         |
| ---------- |  | ---------- |  | ---------- |  | ---------- |  | ---------- |
| MASPRELTQN |  | PLKKIWMPYS |  | NGRPALHACQ |  | RGVCMTNCPT |  | LIVMVGLPAR |
| GKTYISKKLT |  | RYLNWIGVPT |  | REFNVGQYRR |  | DVVKTYKSFE |  | FFLPDNEEGL |
| KIRKQCALAA |  | LRDVRRFLSE |  | EGGHVAVFDA |  | TNTTRERRAT |  | IFNFGEQNGY |
| KTFFVESICV |  | DPEVIAANIV |  | QVKLGSPDYV |  | NRDSDEATED |  | FMRRIECYEN |
| SYESLDEDLD |  | RDLSYIKIMD |  | VGQSYVVNRV |  | ADHIQSRIVY |  | YLMNIHVTPR |
| SIYLCRHGES |  | ELNLKGRIGG |  | DPGLSPRGRE |  | FAKSLAQFIS |  | DQNIKDLKVW |
| TSQMKRTIQT |  | AEALGVPYEQ |  | WKVLNEIDAG |  | VCEEMTYEEI |  | QDNYPLEFAL |
| RDQDKYRYRY |  | PKGESYEDLV |  | QRLEPVIMEL |  | ERQENVLVIC |  | HQAVMRCLLA |
| YFLDKAAEQL |  | PYLKCPLHTV |  | LKLTPVAYGC |  | KVESIFLNVA |  | AVNTHRDRPQ |
| NVDISRPPEE |  | ALVTVPAHQ  |  |            |  |            |  |            |

A: Аланін

C: Цистеїн

D: Аспарагінова кислота

E: Глутамінова кислота

F: Фенілаланін

G: Гліцин

H: Гістидин

I: Ізолейцин

K: Лізин

L: Лейцин

M: Метіонін

N: Аспарагін

P: Пролін

Q: Глутамін

R: Аргінін

S: Серин

T: Треонін

V: Валін

W: Триптофан

Кодований геном білок за функціями належить до трансфераз, гідролаз, кіназ, фосфопротеїнів. 
Задіяний у таких біологічних процесах як поліморфізм, альтернативний сплайсинг. 
Білок має сайт для зв'язування з АТФ, нуклеотидами. 